# فتحي ولد فجرة
فتحي ولد فجرة مغنّ شعبي تونسي توفي يوم 23 مارس 2007 عن سن أربعين عاما.
من أغانيه: آش لز دمعة عيني تجرح خدّي ويا راوية ويا الخو.
توفي بمستشفى الحبيب بورقيبة بصفاقس بعد أزمة قلبية أصابته أثناء حفل له بقاعة الأفراح بدار الشباب بساقية الزيت.